# 宝安县立第一中学实验室
宝安县立第一中学实验室，是深圳市历史建筑之一，位于中国广东省深圳市南山区南头街道南头城社区南头中学北面。该建筑物建于1951年，属于中華人民共和國成立後至改革開放前的建筑物，为其他當代重要史跡及代表性建築。